# Aratec Engenharia
Aratec Engenharia e Consultoria é uma empresa brasileira de prestação de serviços e de desenvolvimento e integração de serviços de engenharia naval e mecânica, fundada em 2000 e sediada em Barueri, da família do vice-almirante Othon Luiz Pinheiro da Silva.

## Propinas
Em investigação da Polícia Federal (PF), o rastreamento da propina do almirante mostra o fluxo no caixa de empreiteiras, de intermediárias e de empresas de fachada. A empresa Deustchebras recebeu, em novembro de 2014, 330 mil reais da Andrade Gutierrez e, em dezembro de 2014, repassou 252.300 reais para a Aratec, segundo a PF e a Procuradoria da República.

## Falsa prestação de serviços
Na quebra de sigilo da Aratec Engenharia Consultoria & Representações, com autorização da justiça, a força-tarefa identificou depósitos de empreiteiras com contratos em Angra 3 e de empresas que teriam intermediado os pagamentos de propinas. Othon Pinheiro e sua filha afirmaram que os pagamentos se referem a serviços de consultoria na área de engenharia e traduções de documentos técnicos, entretanto, Victor Sergio Colavitti, proprietário da Link Projetos e Participações Ltda., uma das empresas que abasteceram a conta da Aratec, afirmou que os repasses, a pedido da construtora Engevix, tinham como base contratos falsos, de serviços nunca realizados.

## Bloqueio dos bens
Em julho de 2015, a Justiça Federal criminal do Paraná decretou o bloqueio de 20 milhões de reais da Aratec Engenharia e Consultoria, e outros 20 milhões de reais do Othon Luiz Pinheiro da Silva, proprietário da Aratec.